# 1200
| [ Edytuj tabelę ]                 |                                                                        |
| Książę Małopolski                 | - 1198 Mieszko III Stary 1202                                          |
| Książę Wielkopolski               | - 1182 Mieszko III Stary 1202                                          |
| Król Angkoru                      | - 1181 Dżajawarman VII 1218                                            |
| Król Anglii                       | - 1199 Jan bez Ziemi 1216                                              |
| Król Aragonii i hrabia Barcelony  | - 1196 Piotr II Katolicki 1213                                         |
| Książę Bawarii                    | - 1183 Ludwik I 1231                                                   |
| Margrabia Brandenburgii           | - 1184 Otto II 1205                                                    |
| Książę Burgundii                  | - 1192 Eudes III 1218                                                  |
| Cesarz Bizancjum                  | - 1195 Aleksy III Angelos 1203                                         |
| Car Bułgarii                      | - 1197 Kałojan 1207                                                    |
| Cesarz Chin                       | - 1194 Song Ningzong 1224                                              |
| Władca Cypru                      | - 1194 Amalryk II 1205                                                 |
| Król Czech                        | - 1198 Przemysł Ottokar I 1230                                         |
| Król Danii                        | - 1182 Kanut VI 1202                                                   |
| Władca Egiptu                     | - 1199 Al-Adil 1218                                                    |
| Cesarz Etiopii                    | - 1189 Gebre Meskel 1229                                               |
| Król Francji                      | - 1180 Filip II August 1223                                            |
| Król Gruzji                       | - 1184 Tamara 1213                                                     |
| Hrabia Holandii                   | - 1190 Dirk VII 1203                                                   |
| Cesarz Japonii                    | - 1198 Tsuchimikado 1210                                               |
| Kalif                             | - 1180 An-Nasir 1225                                                   |
| Król Kastylii                     | - 1158 Alfons VIII Szlachetny 1214                                     |
| Patriarcha Konstantynopola        | - 1198 Jan X Kamateros 1206                                            |
| Władca Korei                      | - 1197 Sinjong 1204                                                    |
| Król Leónu                        | - 1188 Alfons IX 1230                                                  |
| Kalif Maroka                      | - 1199 Muhammad an-Nasir 1213                                          |
| Król Nawarry                      | - 1194 Sanczo VII 1234                                                 |
| Król Norwegii                     | - 1177 Sverre Sigurdsson 1202                                          |
| Hrabia Palatynatu                 | - 1195 Henryk V z Welf 1211                                            |
| Papież                            | - 1198 Innocenty III 1216                                              |
| Król Portugalii                   | - 1185 Sancho I 1211                                                   |
| Sułtan Rumu                       | - 1196 Sulajman II 1204                                                |
| Książę Rusi halickiej             | - 1199 Roman I 1206                                                    |
| Książę Saksonii                   | - 1180 Bernard III 1212                                                |
| Król Szkocji                      | - 1165 Wilhelm I 1214                                                  |
| Król Szwecji                      | - 1196 Swerker II Młodszy 1208                                         |
| Doża Wenecji                      | - 1192 Enrico Dandolo 1205                                             |
| Król Węgier                       | - 1196 Emeryk 1204                                                     |
| Wielki mistrz zakonu krzyżackiego | - 1198 Heinrich Walpot von Bassenheim 1200 - 1200 Otto von Kerpen 1208 |

Rok 1200 / MCC
stulecia: XI wiek ~
XII wiek ~
XIII wiek

lata: 1190 «
1195 «
1196 «
1197 «
1198 «
1199 «
1200
» 1201
» 1202
» 1203
» 1204
» 1205
» 1210

## Wydarzenia w Polsce
- 5 maja – trzęsienie ziemi w Pieninach.

## Wydarzenia na świecie
- 22 maja – podpisano francusko-angielski traktat w Goulet.
- 24 sierpnia – król Anglii Jan Bez Ziemi poślubił w Bordeaux Izabelę d'Angoulême.
- 28 grudnia – Zwettl w Austrii uzyskało prawa miejskie.

## Urodzili się
- 19 stycznia – Dōgen Kigen, mistrz zen; sprowadził do Japonii szkołę zen sōtō (zm. 1253)

- Data dzienna nieznana:
  - Bonifacy z Cremony, włoski błogosławiony katolicki (zm. 1272)
  - Ambroży Sansedoni, włoski dominikanin, błogosławiony katolicki (zm. 1286)

## Zmarli
- 13 stycznia - Otto I Hohenstauf, hrabia-palatyn Burgundii (ur. 1170)
- 23 kwietnia – Zhu Xi (朱元晦), chiński filozof z okresu dynastii Song, uważany za głównego przedstawiciela neokonfucjanizmu (ur. 1130)
- 16 listopada – Hugo z Lincoln, kartuz, biskup Lincoln, święty katolicki (ur. 1140)
- 12 grudnia – Gilbert Hérail, dwunasty wielki mistrz zakonu templariuszy (ur. ?)

- Joscelin III de Courtenay, wasal Królestwa Jerozolimskiego (ur. ?)